# Stary Kostrzynek
Stary Kostrzynek (niem. Altcüstrinchen) – wieś w Polsce położona w województwie zachodniopomorskim, w powiecie gryfińskim, w gminie Cedynia.
Według danych z 1 stycznia 2011 roku wieś liczyła 93 mieszkańców. 
W latach 1975–1998 miejscowość administracyjnie należała do województwa szczecińskiego.

## Historia
Stara osada słowiańskich rybaków. Pierwsza wzmianka w roku 1299, od roku 1345 własność cystersów z Cedyni. Osada była często niszczona przez wylewy Odry, z kolei uregulowanie Odry w XVIII w. znacznie ograniczyło rybołówstwo.
We wsi późnogotycki kościół z XV w. Murowany z kamieni polnych uzupełnionych cegłą, bezwieżowy, zniszczony w 1945, odbudowany w 1990. Wśród zabudowy domy ryglowe z XVIII i XIX w.
Na wschodnim krańcu wsi potężny cis „Czcibor”. Według tradycji (niepotwierdzonej dotychczas żadnymi źródłami) miał pod nim w czerwcu 972 r. umrzeć z upływu krwi Czcibor, brat Mieszka I, ranny w bitwie pod Cedynią.